# Anne Egerton, Công tước phu nhân xứ Bedford
Anne Egerton, Công tước phu nhân xứ Bedford (k. 1705 – 16 tháng 6 năm 1762), là vợ của Wriothesley Russell, Công tước thứ 3 xứ Bedford, và sau đó tái hôn với William Villiers, Bá tước thứ 3 xứ Jersey . Anne là mẹ của Bá tước thứ 4 xứ Jersey.